# 圣莫姆兰
圣莫姆兰（法語：Saint-Momelin，法語發音：[sɛ̃ mɔmlɛ̃]）是法国上法蘭西大區北部省的一个市镇，属于敦刻尔克区。

## 地理
圣莫姆兰（50°47'37"N, 2°15'3"E）面积6 平方千米，位于法国上法蘭西大區北部省，该省份为法国最北部的省份及最长的省份，西北濒北海，西接加来海峡省，南至埃纳省和索姆省，东与比利时接壤。
与圣莫姆兰接壤的市镇（或旧市镇、城区）包括：维尔韦尔丹格、莱德尔泽勒、尼约尔莱、瓦特、圣奥梅尔、塞尔克。

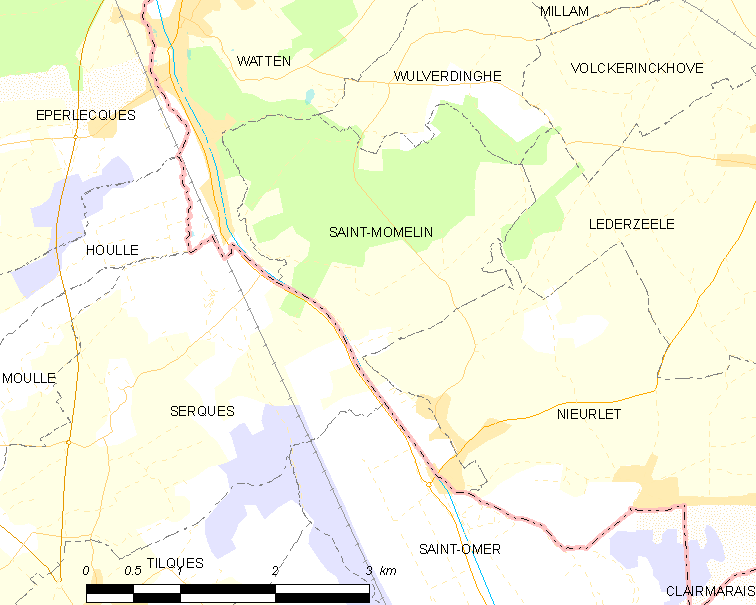
圣莫姆兰的OSM定位图

圣莫姆兰的时区为UTC+01:00、UTC+02:00（夏令时）。

## 行政
圣莫姆兰的邮政编码为59143，INSEE市镇编码为59538。

## 政治
圣莫姆兰所属的省级选区为沃尔穆特县。

## 人口

1962-2008年间圣莫姆兰人口变化图示

圣莫姆兰于2022年1月1日时的人口数量为420人。